# Obraz Matki Bożej Hetmanki Żołnierza Polskiego
Obraz Matki Bożej Hetmanki Żołnierza Polskiego – wizerunek Matki Bożej, patronki Wojska Polskiego, opiekunki żołnierzy.

## Historia
Początki pierwszego obrazu Matki Boskiej Hetmanki nie są znane. Ok. 1920 roku trafił do kościoła św. Jerzego w Łodzi. Już w 1926 roku został koronowany i udekorowany srebrną sukienką. W czasie II wojny światowej wizerunek ukrywany był przez mjr Eugeniusza Responda. Zaraz po wojnie wrócił do kościoła na honorowe miejsce w ołtarzu głównym. W 1977 został namalowany drugi obraz autorstwa Mariusza Grądmana. Został on ufundowany przez dziewięciu przedwojennych generałów (między innymi Romana Abrahama i Borutę Sapichowicza. Obraz został umieszczony w Arsenale na Jasnej Górze. W 1996 roku, w 70. rocznicę pierwszej koronacji obrazu z Łodzi, stworzono kopię obrazu Grądmana, by rozpocząć I misję – odwiedziny obrazy we wszystkich parafiach i ośrodkach duszpasterskich ordynariatu polowego WP. W tym samym roku (8 września) biskup polowy Sławoj Leszek Głódź, w 100. rocznicę wybudowania łódzkiej świątyni garnizonowej, dokonał rekoronacji łódzkiego wizerunku Matki Bożej Hetmanki Żołnierza Polskiego. Następnego dnia Matce Bożej złożono jako wota około 250 odznaczeń wojskowych i 300 pamiątek rodzinnych. 8 grudnia tego roku ks. płk. Stanisław Rospondek oddał w wotum swoją buławę pułkownikowską. 18 maja 2000 roku w katedrze polowej zakończyła się I Misja obrazu Matki Bożej Hetmanki Żołnierza Polskiego. Kopia obrazu razem z licznymi wotami została umieszczona w Muzeum Ordynariatu Polowego.

## Opis
Obrazy Matki Bożej Hetmanki Żołnierza Polskiego są kopiami obrazu jasnogórskiego.
Obraz Matki Bożej Hetmanki Żołnierza Polskiego w Łodzi
Obraz okryty jest srebrną sukienką z 1926. Udekorowany jest dwiema złotymi koronami oraz dwunastoma gwiazdami i błękitnym naszyjnikiem.
Obraz Matki Bożej Hetmanki Żołnierza Polskiego z Częstochowy
Obraz okrywa płaszcz hetmański. Matka Boża oraz Dzieciątko ukoronowane są dwiema otwartymi koronami, których segmenty zwieńczone są wizerunkami orła wojskowego. Po dwóch stronach obrazu znajdują się daty „1382” i „1982”. Pod obrazem znajduje się biały orzeł trzymający buławy hetmańskie, przewiązane wstęgą w barwach narodowych.

## Miejsca kultu
- sanktuarium Matki Bożej Hetmanki Żołnierza Polskiego w Łodzi
- Jasna Góra
- katedra polowa Wojska Polskiego
- kościół Matki Bożej Hetmanki Żołnierza Polskiego w Żaganiu